# Белоликов, Василий Захарович

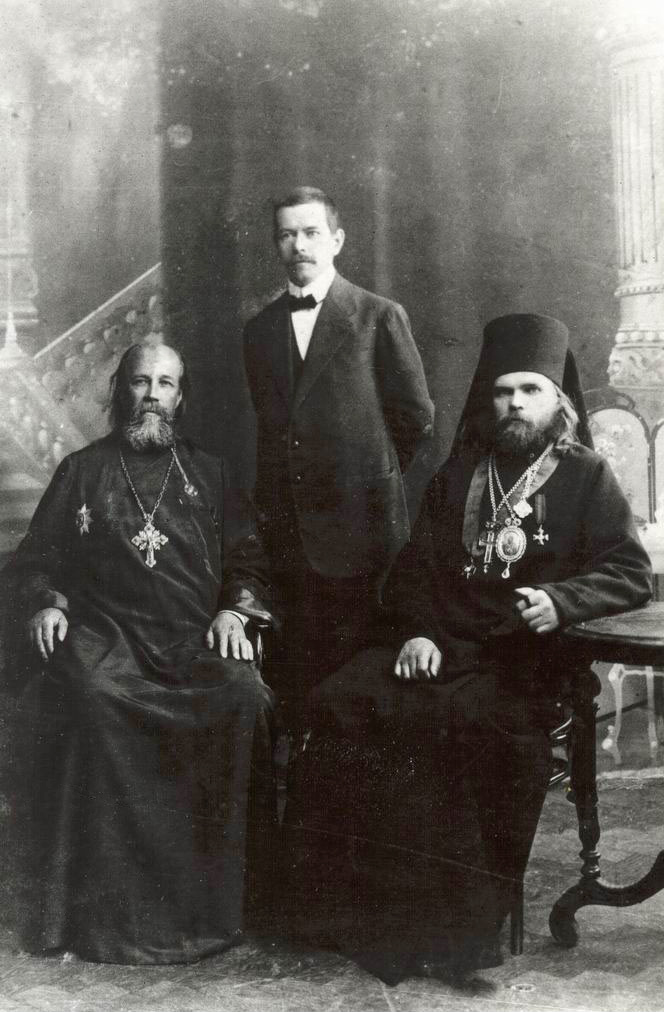
Слева направо: настоятель петроградского Казанского собора протоиерей Философ Орнатский и его родственники профессор богословия Киевской духовной академии Василий Белоликов и епископ Салмасский Пимен (Пётр Белоликов). Фото 1916 г.

Васи́лий Заха́рович Белоли́ков (30 января 1887, деревня Васильевское, Череповецкий уезд, Новгородская губерния — 25 ноября 1937, Бутовский полигон, Московская область) — российский церковный историк, специалист по истории старообрядчества, профессор Московской богословской академии. В 1922—1935 годы — деятель обновленчества.

## Биография
Родился 30 января 1887 в селе Васильевское Череповецкого уезда Новгородской губернии (ныне Череповецкий район Вологодской области) в семье священника Захарии Белоликова и Марии Ивановны, дочери священника Иоанна Орнатского, двоюродного племянника епископа Пензенского и Саратовского Амвросия, автора многотомной «Истории российской иерархии». Один из братьев — епископ Пимен (Белоликов). Один из четвероюродных братьев — Философ Орнатский. Жена — Елизавета Николаевна.
Окончил Кирилловское духовное училище, Новгородскую духовную семинарию (1907), Киевскую духовную академию (1911) со степенью кандидата богословия (тема кандидатской работы: «Литературная деятельность Блаженного Августина против раскола донатистов»). В 1911—1912 — профессорский стипендиат академии. Магистр богословия (1916, тема диссертации: «Инок Никодим Стародубский. Его жизнь и литературная деятельность».
Был исполняющим должность доцента на кафедре истории и обличения русского раскола в Киевской духовной академии, с 1916 года — доцент. Сфера научных интересов: проблемы раскола и старообрядчества, история церкви XVIII в. Занимался педагогической и научно-богословской деятельностью до самого закрытия академии в послереволюционные годы. Его магистерская диссертация посвящена истокам единоверия — направления в православной церкви, признающего официальную церковную власть и при этом сохраняющего «дониконовские» обряды. Главный персонаж диссертации, стародубский инок Никодим (1745—1784) первым среди старообрядцев пришёл к мысли о необходимости заимствования законного священства только от русской церкви и о соединении с нею через это заимствование.
В 1918 году был арестован в Киеве петлюровцами, содержался в тюрьме 2 месяца, после чего был освобождён.
Присоединился к обновленческому движению и стал его активным участником, членом обновленческого Синода от мирян. Активный участник обновленческого собора 1923 года, на котором выступал с резкой критикой монашества. По данным Анатолия Краснова-Левитина и Вадима Шаврова,

Этот талантливый и учёный человек отличался, однако, некоторой неуравновешенностью и страдал к тому же пристрастием к Бахусу. Под влиянием винных паров он порой совершал невероятные по своей эксцентричности поступки. Его выступление по вопросу о монашестве отличалось скорее экстравагантностью, чем убедительностью. На протяжении получаса он осыпал монахов грубой бранью, рассказывал самые ужасные вещи про киевских иноков, сам он был родом из Киева.— Левитин А., Шавров В. Очерки по истории русской церковной смуты. — Т. 2
Был хранителем и редактором произведений одного из его лидеров, обновленческого митрополита Александра Введенского. В 1924—1934 годы — профессор Московской богословской академии, организованной обновленцами. Преподавал также в Ленинградском богословском институте.
В феврале 1923 года — участник 1-го Всеукраинского съезда духовенства и мирян. В апреле-мае 1923 года участник обновленческого собора 1923 года. В июне 1924 года участник Всероссийского предсоборного совещания.
В 1925 году был арестован и осуждён на шесть месяцев лишения свободы по статье 72 УК РСФСР за контрреволюционные разговоры. В течение трёх месяцев находился в ОГПУ, остальные три месяца работал на заводе Главхлопком в Ташкенте, после чего возвратился в Москву на прежнюю работу в обновленческий Синод. В феврале 1927 года участник 1-го Всесоюзного миссионерского совещания. 1 марта 1934 года уволен от службы при Священном Синоде и назначен в Казахстанское церковное управление. Назначения не принял и порвал с обновленческим движением.
Работал управляющим делами Ногинского завода грампластинок. 28 апреля 1935 года был арестован и осуждён к трём годам лишения свободы. Из следственного дела следует, что был секретным сотрудником ГПУ и арестован за «оглашение не подлежащих оглашению сведений». Наказание отбывал в Карлаге НКВД СССР (Карагандинская область), освобождён 31 января 1937.
После освобождения жил в городе Александрове. 29 сентября 1937 года вновь арестован. Обвинён в том, что «возвратившись из ссылки возобновил свою контрреволюционную деятельность, группировал вокруг себя реакционную часть церковников, ставил перед собой задачу блокирования обновленческой церкви с Тихоновской преследуя цель объединения реакционных сил двух церковных течений для активной борьбы с советской властью». Приговорён к расстрелу; казнён на полигоне Бутово под Москвой.
Дело в отношении В. З. Белоликова Постановлением Президиума Московского городского суда от 22 ноября 1956 года производством прекращено за недоказанностью состава преступления. Реабилитирован по делу 1935 года определением Верховного Суда РСФСР от 16 октября 1991 года.

## Труды
- Литературная деятельность Блаженного Августина против раскола донатистов. — Киев : тип. АО «Пётр Барский в Киеве», 1912. — 146 с.
- Писания русских старообрядцев В. Г. Дружинина : Отзыв, дополнение и поправки. — Киев: тип. АО «Пётр Барский в Киеве», 1913.
- Епифаниево согласие. — Киев: тип. АО «Пётр Барский в Киеве», 1913.
- Историко-критический обзор существующих мнений о происхождении, сущности и значении русского раскола старообрядчества. — Киев: тип. АО «Пётр Барский в Киеве», 1913.
- Непримиримые противоречия в учении беспоповцев о священстве : Реф., чит. в заседании Церк.-ист. и археол. о-ва при Имп. Киев. духов. акад. 26 февр. 1914 г.. — Киев: тип. АО «Пётр Барский в Киеве», 1914.
- К вопросу о благодати священства в старообрядческой литературе : Реф., чит. в заседании Церк. ист. и археол. о-ва при Имп. Киев. дух. акад. 22 янв. 1914 г.. — Киев: тип. АО «Пётр Барский в Киеве», 1914.
- Памяти профессора Н. И. Ивановского. — Киев: тип. АО «Пётр Барский в Киеве», 1914.
- Яков Стефанов Беляев : Старообрядческий (впоследствии единоверец) писатель второй половины 18 в.. — Киев: тип. АО «Пётр Барский в Киеве», 1914.
- Из истории поморского раскола во второй половине XVIII в. : Реф., чит. в собр. Церк.-ист. и археол. о-ва при Имп. Киев. духов. акад. 23 февр. 1915 г.. — Киев: тип. АО «Пётр Барский в Киеве», 1915.
- Инок Герасим Картамышев : (Из истории поповщины во второй половине 18 в.). — Киев: тип. АО «Пётр Барский в Киеве», 1915.
- Инок Никодим Стародубский. Его жизнь и литературная деятельность. — Киев: Тип. акц. общ. «Пётр Барский в Киеве», 1915. — 557 с.
- Рец.: К истории раскола-старообрядчества второй половины XIX столетия. Переписка проф. Н. И. Субботина, преимущественно неизданная, как материал для истории раскола и отношений к нему правительства (1865—1904 г.) М. 1914 г.. — Киев: тип. АО «Пётр Барский в Киеве», 1915.
- Чернобыльское согласие. — Киев: тип. АО «Пётр Барский в Киеве», 1915.
- К вопросу об единоверии. — Киев: Тип. акц. о-ва «Пётр Барский в Киеве», 1917.